# Glen Brand
Glen Jenson Brand (Clarion, 3 novembre 1923 – Omaha, 15 novembre 2008) è stato un lottatore statunitense, specializzato nella lotta libera.

## Palmarès
Olimpiadi
- 1 medaglia:
  - 1 oro (pesi medi a Londra 1948).